# Eliezer Halfin
Eliezer Halfin (Riga, 18 de junho de 1948 - Munique, 6 de setembro de 1972) foi um lutador nascido na Letônia, que participou da equipe olímpica israelense nos Jogos Olímpicos de Verão de 1972 em Munique, Alemanha. Junto com outros 10 atletas e treinadores, ele foi feito refém e mais tarde assassinado por terroristas palestinos do Setembro Negro em 5 de setembro de 1972.
Eventualmente, eles foram levados para um aeroporto alemão e durante uma tentativa de missão de resgate encenada pela polícia alemã, todos os nove reféns foram mortos em 6 de setembro. Cinco dos terroristas e um policial alemão também foram mortos. A autópsia subsequente, realizada pelo Instituto Forense da Universidade de Munique, concluiu que Halfin havia morrido com uma bala no coração e observou que balas Vivil foram encontradas nos bolsos das calças de seu cadáver.
Eliezer era mecânico de profissão e nasceu em Riga, URSS. Ele veio para Israel em 1969 e tornou-se oficialmente cidadão israelense sete meses antes de sua morte. Ele deixou seus pais e uma irmã. Ele era um lutador de peso leve e esteve ativo por 11 anos. Em Israel foi membro do clube Hapoel Tel Aviv. Ele conquistou o 12º lugar no campeonato mundial. Durante 1971 ele ficou em segundo lugar na competição internacional em Bucareste, Romênia. Em 1972, na Grécia, ficou em 3º lugar. Participar da 20ª Olimpíada foi o ponto alto de sua carreira e de seu sonho. Eliezer está enterrado no cemitério Kiryat Shaul em Tel Aviv.